# Камынинка
Камынинка — деревня в Можайском районе Московской области, в составе Сельского поселения Борисовское. Численность постоянного населения по Всероссийской переписи 2010 года — 7 человек, в деревне числятся 1 улица и 1 садовое товарищество. До 2006 года Камынинка входила в состав Борисовского сельского округа.
Деревня расположена в южной части района, примерно в 16 км к югу от Можайска, на левом берегу притока реки Протвы речки Роженка, высота центра над уровнем моря 195 м. Ближайшие населённые пункты — Цыплино на юге и Судаково на севере.